# Jaume Sobregrau
Jaume Sobregrau Mitjans (Barcelona, 4 september 1987) is een Spaans voetballer. Hij speelt sinds 2010 als rechtervleugelverdediger voor CD San Roque.
Sobregrau kwam in 1996 in de jeugdopleiding (cantera) van FC Barcelona terecht. Hij doorliep er alle jeugdelftallen, maar na zijn eerste seizoen bij de Juvenil A vertrok hij in 2004 naar Cádiz CF B. Een jaar later ging Sobregrau voor het tweede elftal van Albacete Balompié spelen. Daar bleef hij twee jaar, tot de verdediger in 2007 naar Pobla de Mafumet CF, het reserveteam van Gimnàstic de Tarragona, vertrok. In het seizoen 2008/2009 speelde Sobregrau voor SD Huesca, een club uit de Segunda División A. In de zomer van 2009 keert hij na vijf jaar terug naar FC Barcelona om er voor het tweede elftal te gaan spelen. Op de zesde speeldag, tijdens de wedstrijd tegen UE Sant Andreu, liep hij een zware knieblessure op waardoor Sobregrau een groot deel van het seizoen miste. In augustus 2010 vertrok hij naar CD San Roque

## Statistieken
| seizoen    | club          | land   | competitie         | wed. | goals |
| ---------- | ------------- | ------ | ------------------ | ---- | ----- |
| 2008/09    | SD Huesca     | Spanje | Segunda División B | ?    | ?     |
| 2009/10    | Barça Atlètic | Spanje | Segunda División B | 7    | 0     |
| 2009/10    | CD San Roque  | Spanje | Segunda División B | 0    | 0     |
| Bijgewerkt | 29-08-2010    |        |                    |      |       |